# As You Are
As You Are (bra: Como Você É) é um filme de drama produzido nos Estados Unidos, dirigido por Miles Joris-Peyrafitte e lançado em 2016. Foi protagonizado por Owen Campbell e Charlie Heaton. Ele foi exibido na seção Competição Dramática dos Estados Unidos no Festival Sundance de Cinema de 2016, onde ganhou o Prêmio Especial do Júri. No Brasil, foi lançado pela Supo Mungam Films.  O filme segue a história de três adolescentes nos anos 1960 que são relacionadas por memórias díspares durante uma investigação policial.

## Elenco
- Owen Campbell como Jack
- Charlie Heaton como Mark
- Amandla Stenberg como Sarah
- John Scurti como detetive Erickson
- Scott Cohen como Tom
- Mary Stuart Masterson como Karen

## Enredo
Situado na década de 1990, o filme começa com um flashforward de Mark (Charlie Heaton) espancado examinando suas feridas no espelho antes de sair para a floresta com seu amigo Jack (Owen Campbell), quando um tiro é ouvido. A narrativa também se passa durante um inquérito policial envolvendo interrogatórios dos personagens principais.
Meses antes, a mãe solteira de Jack, Karen, começa a namorar um homem chamado Tom, que tem um filho da idade de Jack. Jack conhece o filho, Mark, e os dois rapidamente se tornam melhores amigos. Eles também fazem amizade com uma garota local chamada Sarah (Amandla Stenberg) quando ela os defende depois que eles são agredidos por um grupo de agressores. Os três passam todo o tempo juntos e, embora Mark beije Sarah durante um jogo de girar a garrafa (o que deixa Jack visivelmente ciumento), o trio é platônico no início.
Tom mostra sua coleção de armas para as crianças, que praticam tiro em um campo próximo. Logo depois, Karen sugere que Tom e Mark vão morar com ela, Jack e Tom concordam. Jack e Mark começam a dividir quarto e se aproximam, usam drogas e se aventuram na adolescência, na sexualidade e nas tribulações dos anos 90, incluindo o suicídio de seu ídolo Kurt Cobain.
Depois que Jack revela a Mark que ele nunca beijou ninguém, Mark o ensina sobre a experiência e posteriormente o beija. Mais tarde, eles vão para a floresta com algumas das armas de Tom e matam um esquilo. Naquela noite, Jack testemunha Tom abusar fisicamente de Mark sobre um incidente trivial, que se agrava mais tarde quando ele e Jack faltam à escola para ir à pedreira com Sarah. As tensões entre Tom e Karen sobre a criação dos meninos pioram até Karen descobrir que Tom estava planejando que Jack se juntasse aos fuzileiros navais sem que ela soubesse, o que a enfurece. Após uma discussão, Tom sai de casa e leva Mark com ele, o que devasta Jack, que está claramente apaixonado por Mark.
Mark larga a escola, deixando Jack com Sarah. Os dois começam a namorar depois que Sarah é abandonada por seu par no baile, mas terminam quando ela percebe que não há química entre eles. Os dois encontram Mark saindo com um grupo de criminosos, embora Mark retorne a Jack após o encontro e eles se beijam novamente.
Embora Jack acredite que ele e Mark serão um casal, Mark e Sarah revelam que começaram a namorar. Depois que Sarah deixa os dois conversarem, Mark diz a Jack que será mais fácil assim. Sentindo-se traído, Jack briga com Mark e o empurra, fazendo Mark cair e bater a cabeça em uma pedra. Jack perturbado e confuso leva Mark para o hospital, onde Tom é informado de que Mark ficará bem. Mark convalesce na casa de Karen, onde revela a Jack que não se lembra do que aconteceu, e os dois se abraçam, o que Tom percebe. Enquanto isso, a investigação muda quando é revelado que Mark está morto.
Como no início do filme, Mark aparece na casa de Jack com o rosto machucado, presumivelmente de Tom. Mark diz a Jack que gostaria que Jack fosse uma menina. Jack coloca a maquiagem e o vestido de sua mãe como uma piada para tentar seduzi-lo, mas Mark rejeita seus avanços. Os dois ficam bêbados antes que Mark apareça com as armas de seu pai, e os dois vão para a floresta mais uma vez. O par desorientado vagueia pela área, antes de ser perturbado por chamados de animais. O final é aberto, há um tiro, mas não está claro se Mark se matou ou se Jack o matou.

## Recepção
No agregador de críticas Rotten Tomatoes, o filme tem uma taxa de aprovação de 67% com base em 21 opiniões. No Metacritic, o filme tem uma pontuação média ponderada de 67 de 100, com base em nove críticos, indicando "críticas geralmente favoráveis".